# Marc Berthod
Marc Berthod (Sankt Moritz, 24 novembre 1983) è un ex sciatore alpino svizzero specialista delle prove tecniche.

## Biografia
Berthod proviene da una famiglia di grandi tradizioni nello sci alpino: il padre Martin e lo zio René furono elementi di spicco della nazionale svizzera negli anni settanta e anche la sorella Pascale fu una sciatrice di alto livello.

### Stagioni 1999-2007
Attivo in gare FIS dal dicembre del 1998, ha esordito in Coppa Europa il 19 dicembre 2000 nel suo paese natale in discesa libera, classificandosi 128º. Ai Mondiali juniores di Tarvisio 2002 ha vinto la medaglia d'argento nello slalom speciale e il 4 gennaio 2003 ha esordito in Coppa del Mondo di sci alpino nello slalom gigante di Kranjska Gora, che non ha completato. Nella stessa stagione ha debuttato ai Campionati mondiali nella rassegna iridata di Sankt Mortiz, classificandosi 25º nella combinata e non completando lo slalom speciale, e ha vinto due medaglie ai Mondiali juniores del Briançonnais: l'oro nello slalom speciale e il bronzo nella discesa libera.
Dopo aver partecipato ai Mondiali di Bormio/Santa Caterina Valfurva 2005 senza portare a termine nessuna delle gare cui ha preso parte (lo slalom gigante, lo slalom speciale e la combinata), ha esordito ai Giochi olimpici invernali a Torino 2006, gareggiando nelle medesime specialità e piazzandosi rispettivamente al 17º, al 14º e al 7º posto. Ha conquistato il primo podio in Coppa del Mondo il 30 novembre 2006 nella supercombinata di Beaver Creek, classificandosi al 2º posto. Il 7 gennaio seguente ha vinto la sua prima gara nel circuito, lo slalom speciale di Adelboden: partito con il pettorale numero 60 nella prima manche e qualificatosi in 27ª posizione, Berthod ha mantenuto il primo posto durante tutta la durata della seconda manche. Tale vittoria fu particolarmente significativa per i colori elvetici perché in campo maschile la nazionale svizzera non vinceva una gara di Coppa del Mondo dal 30 gennaio 2004, quando Didier Cuche si era aggiudicato la discesa libera di Garmisch-Partenkirchen. Ai successivi Mondiali di Åre 2007 Berthod ha vinto la medaglia di bronzo nella supercombinata e nella gara a squadre, si è classificato 11º nello slalom gigante e non ha concluso lo slalom speciale.

### Stagioni 2008-2016
Nella stagione 2007-2008 ha vinto il classico slalom gigante della Chuenisbärgli di Adelboden, suo secondo e ultimo successo in Coppa del Mondo (nonché ultimo podio), mentre nel 2009 ha partecipato ai Mondiali di Val-d'Isère arrivando 10º nello slalom gigante e non completando lo slalom speciale. L'11 febbraio 2010 a Oberjoch è salito per l'unica volta sul podio in Coppa Europa (3º in slalom gigante) e poco più tardi ha disputato ai XXI Giochi olimpici invernali di Vancouver 2010, sua ultima presenza olimpica, piazzandosi 29º nello slalom gigante e non completando lo slalom speciale.
L'anno dopo ai Mondiali di Garmisch-Partenkirchen è stato 21º nello slalom gigante, mentre nella rassegna di Schladming 2013, suo congedo iridato, si è classificato 25º nella supercombinata e non ha finito lo slalom gigante. Si è ritirato al termine della stagione 2015-2016: la sua ultima gara in Coppa del Mondo è stata la combinata disputata a Wengen il 15 gennaio, mentre l'ultima gara della carriera di Berthod è stata la discesa libera di Coppa Europa del 27 gennaio a Davos; in entrambi i casi non ha completato la prova.

## Palmarès

### Mondiali
- 2 medaglie:
  - 2 bronzi (supercombinata, gara a squadre a Åre 2007)

### Mondiali juniores
- 3 medaglie:
  - 1 oro (slalom speciale a Briançonnais 2003)
  - 1 argento (slalom speciale a Tarvisio 2002)
  - 1 bronzo (discesa libera a Briançonnais 2003)

### Coppa del Mondo
- Miglior piazzamento in classifica generale: 8º nel 2007
- 5 podi:
  - 2 vittorie
  - 2 secondi posti
  - 1 terzo posto

#### Coppa del Mondo - vittorie
| Data           | Località  | Paese    | Specialità |
| -------------- | --------- | -------- | ---------- |
| 7 gennaio 2007 | Adelboden | Svizzera | SL         |
| 5 gennaio 2008 | Adelboden | Svizzera | GS         |

Legenda:

GS = slalom gigante

SL = slalom speciale

#### Coppa del Mondo - gare a squadre
- 2 podi:
  - 1 secondo posto
  - 1 terzo posto

### Coppa Europa
- Miglior piazzamento in classifica generale: 78º nel 2004
- 1 podio:
  - 1 terzo posto

#### Coppa Europa - gare a squadre
- 2 podi:
  - 1 vittoria
  - 1 terzo posto

### Nor-Am Cup
- Miglior piazzamento in classifica generale: 40º nel 2006
- 1 podio:
  - 1 terzo posto

### Campionati svizzeri
- 10 medaglie[3]:
  - 4 ori (slalom gigante nel 2004; slalom gigante nel 2005; combinata[senza fonte] nel 2006; slalom gigante nel 2007)
  - 5 argenti (slalom speciale nel 2004; slalom speciale nel 2005; slalom gigante, slalom speciale nel 2006; discesa libera nel 2011)
  - 1 bronzo (slalom gigante nel 2009)